# Steven Blum
Steven Jay Blum (nascido em 29 de abril de 1960) é um dublador americano de animes, animações e videogames conhecido por sua distinta grave voz. Ele dubla o TOM, o anfitrião do Cartoon Network e o bloco de programação Toonami do Adult Swim. Alguns de seus maiores papéis em animes incluem Spike Spiegel em Cowboy Bebop, Mugen em Samurai Champloo, Eikichi Onizuka em Great Teacher Onizuka, ambos Guilmon e Mitsuo Yamaki em Digimon Tamers e Orochimaru e Zabuza Momochi em Naruto. Em animações, ele dubla as vozes de Starscream em Transformers: Prime, Vilgax, Chama e Fantasmático em Ben 10, Amon em The Legend of Korra, Wolverine em Wolverine e os X-Men e Zeb Orrelios em Star Wars Rebels. Ele recebeu a premiação do Guinness World Records por ter sido o dublador de vozes de video game mais rentável em 2012, com papéis em franquias como God of War, Call of Duty, Tom Clancy's Ghost Recon, Naruto, X-Men e Transformers. Em 2014, ele dublou Shoe e Sparky no filme de animação "stop-motion" The Boxtrolls. Em 2015, ele participou de The Incredible True Story, um álbum/filme cinematográfico hip hop por Logic

## Trabalhos

### Anime
- .hack//Legend of the Twilight - Sanjuro
- Akira (filme) - Cientista, Médico do hospital (2001 Pioneer Dub)
- Afro Samurai - Assassinos
- Battle Athletes
- Battle B-Daman - Cain McDonnell, Meowmigos, Ababa
- Bleach - Ulquoirra
- Bastard!! - Ninja Master Gara (creditado como David Lucas)
- The Big O
- Blood+
- Chobits
- Code Geass
- Cosmo Warrior Zero - Harlock
- Cowboy Bebop - Spike Spiegel
- Daigunder - Professor Hajime Akebono
- Digimon Adventure 02 - Flamedramon, Raidramon, Magnamon, BlackWarGreymon
- Digimon Tamers - Guilmon, Mitsuo Yamaki, Kenta Kitagawa
- Digimon Frontier - J. P. Shibayama, Beetlemon, MetalKabuterimon
- Digimon Data Squad - Falcomon
- Dinozaurs - Drago Wing
- Duel Masters 2.0
- éX-Driver
- Fist of the North Star (série televisiva)
- FLCL - Miyu Miyu, Masashi
- Fushigi Yūgi
- Gad Guard - Seikai, Sharks
- Gate Keepers - Jim Skylark
- Great Teacher Onizuka - Eikichi Onizuka
- Ghost in the Shell: Stand Alone Complex
- Guyver - Agito Makishima
- Gungrave - Ballardbird Lee, Escort, e Lightning Thug #3
- Gundam 0080 - Al's Father
- Idaten Jump - Takeshi Yamato
- IGPX - Alex Cunningham
- Initial D - K.T. Takahashi
- Kikaider - Saburo/Hakaider
- Last Exile - Vincent Arthai
- Love Hina
- Macross Plus - Marge Gueldoa
- Mahoromatic: Automatic Maiden - Toh Ryuga
- Metropolis - Acetylene Lamp
- Mobile Suit Gundam Movie Trilogy — Char Aznable
- Naruto - Zabuza Momochi, Orochimaru, Murasame, Sazunami
- Naruto Shippuden - Orochimaru
- Outlaw Star -
- Planetes - Kho Cheng-Shin
- Resident Evil: Degeneration - Greg Glen
- Rurouni Kenshin - Toma Sakaki and Shishio Makoto
- S-CRY-ed - Kazuma
- Samurai Girl: Real Bout High School - Shizuma Kusanagi
- Samurai Champloo
- Serial Experiments Lain - Marido
- Scrapped Princess - Luke Storm
- Shinzo - Sago, Eilis, Golden Mushrambo
- Street Fighter Alpha - Ken
- Street Fighter II: The Movie - T. Hawk
- Street Fighter II V - Dhalsim
- Strait Jacket - Reiot Stainbarg
- Super Dimension Fortress Macross II: Lovers, Again - Maj. Nexx e Lord Feff
- Transformers: Robots in Disguise - Dark Scream, W.A.R.S., Fortress Maximus
- Tengen Toppa Gurren Lagann - Leeron Ritona
- Trigun - Leader of the Roderick Thieves
- Vandread - Duero McFile
- Wild Arms: Twilight Venom - Isaac
- Witch Hunter Robin - Akio Kurosawa
- Wolf's Rain - Darcia
- X-TV - Aoki Seiichirou
- Zatch Bell! - Gofure, Shin, Dr. Hakase, Vile (parceiro humano de Demolt)
- Zentrix - OmnicronPsy

### Desenhos
- Ben 10
- Bionicle - Kopaka, Tahu, Onua
- Harvey Birdman, Attorney at Law - Yakky Doodle, Clamhead
- Megas XLR - Jamie
- My Life as a Teenage Robot
- The Grim Adventures of Billy and Mandy
- The Spectacular Spider-Man - Green Goblin, Chameleon
- Toonami (bloco do Cartoon Network) - TOM
- W.I.T.C.H. - Blunk, Raythor, Kurt
- Wolverine and the X-Men - Wolverine
- What's New, Scooby-Doo? - Rufus Raucous no episódid "Riva Ras Regas", vários outros
- Avatar: A Lenda de Korra - Amon

### Filmes
- Ah! My Goddess: The Movie - Celestin
- Armitage III: Poly-Matrix - Kelly's Manager
- Cowboy Bebop: The Movie - Spike Spiegel
- Digimon: The Movie - Poromon, Flamedramon, Raidramon, Magnamon, Computer Voice #1
- Final Fantasy VII: Advent Children - Vincent Valentine
- Hulk Vs - Wolverine
- Lilo & Stitch - Additional voices
- Resident Evil: Degeneration - Greg Glenn
- Sakura Wars: The Movie - Yuichi Kayama
- Street Fighter Alpha movie - Ken Masters
- They Were 11 - Rednose, Amazon, King
- What the Bleep Do We Know!? - Various Character voices

### Documentários
- Adventures in Voice Acting - Himself

### Jogos eletrônicos
- .hack series - Sanjuro, Wiseman, Boney Grunty
- .hack//G.U. series - Yata, IYOTEN
- Age of Empires III: The WarChiefs - Colonel Sven Kuechler
- Ape Escape 3 - Yellow Monkey (como Steven Blum)
- Ape Escape Academy as Yellow Monkey, Pipotron Yellow
- Armored Core: for Answer - Otsdarva, Maximillian Thermidor
- ATV Offroad Fury 4 - Voice Over and Motion Capture talent
- Battlezone (computer game) - Corporal Buzz
- Bionic Commando (sequel) - Joseph "Super Joe" Gibson
- Bleach: Shattered Blade - Ulquiorra
- Brave Fencer Musashi - Jon (Colonel Capricciola)
- Bushido Blade 2 - Gengoro (as David Lucas)
- Call of Duty: Word At War - Tank Dempsey
- Call of Duty: Black Ops - Tank Dempsey
- Call of Duty: Black Ops 2 - Tank Dempsey
- Call of Duty: Black Ops 3 - Tank Dempsey
- Call of Duty: Black Ops 4 - Tank Dempsey
- Clive Barker's Jericho - Captain Ross, announcer (commercial)
- Command & Conquer: Generals - Various voices
- Command & Conquer 3: Kane's Wrath - Additional Voices
- Company of Heroes - Intel and Base Commander
- Conflict: Global Storm - Corporal Mick Connors
- Crash Nitro Kart - Crash Bandicoot and Emperor Velo the 27th
- Dante's Inferno
- Dead To Rights II - Jack Slate
- Dead Rising - Cliff Hudson, Roger Hall, Additional Voices
- Destroy All Humans! - Mutated Majestic Agents, Loudspeaker Voice in Area 42
- Destroy All Humans! 2 - The Black Ninja Leader, Yamasuke Hirotaro, Space Traffic Control and Additional voices
- Digimon Rumble Arena - Reapermon
- Digimon Rumble Arena 2 - Guilmon
- Dirge of Cerberus: Final Fantasy VII - Vincent Valentine
- Dota 2 - Grimstroke
- Doom 3 - Various guards, Scientists, and Zombies
- Dragon Ball GT: Final Bout - Goku
- Everquest 2 - Corporal Peckett
- F.E.A.R.: Perseus Mandate - Captain David Raynes
- Final Fantasy XII - Ba'Gamnan
- Full Throttle (computer game) - Sid
- Ghost Recon Advanced Warfighter 2
- Ghost Rider (video game) - Vengeance
- God of War (video game) - Ares
- Gothic 3
- Gears of War - Marcus Fenix (Pre-release version only)
- Ground Control II - K´haunir Vicath and G´hall Vicath
- Guild Wars Prophecies - Justiciar Hablion and As the Male Lead Character
- Guild Wars Factions - The Male Lead Character
- Guild Wars Eye of the North - Pyre Fierceshot
- Gundam Side Story 0079: Rise From the Ashes - Maximillian Berger
- Gurumin: A Monstrous Adventure - Motoko, Bob
- Halo 3 - Various Minor Roles (uncredited)
- Hot Shots Golf Fore - Zeus
- Killer7 - Kenjiro Matsuoka, Benjamin Keane, Trevor Pearlharbor
- Lost: Via Domus - Jack Shepard
- MadWorld - Jack Cayman
- Marvel: Ultimate Alliance - Wolverine, Venom
- Marvel Ultimate Alliance 2: Fusion - Wolverine, Venom
- Marvel vs Capcom 3: Fate of Two Worlds - Wolverine, Taskmaster
- Mass Effect 2 - Urdnot Grunt
- Metal Gear Solid: The Twin Snakes - Various Guards
- Metal Gear Solid: Portable Ops - Gene
- Mighty No. 9 - Countershade
- Mission Impossible: Operation Surma - Ethan Hunt
- Nano Breaker - Keith Spencer (uncredited)
- Naruto: Clash of Ninja - Zabuza Momochi
- Naruto: Clash of Ninja 2 - Orochimaru, Terceiro Hokage, Zabuza, e Townsfolk
- Naruto: Clash of Ninja Revolution - Orochimaru
- Naruto: Clash of Ninja Revolution 2 - Orochimaru
- Naruto: Ultimate Ninja series - Orochimaru and Zabuza
- Naruto: Rise of a Ninja - Orochimaru, Zabuza
- Naruto: The Broken Bond - Orochimaru
- Naruto: Uzumaki Chronicles - Orochimaru
- Neverwinter Nights - Daelan Red Tiger
- Neverwinter Nights 2
- Ninja Gaiden II - Zedonius
- No More Heroes (video game) - Dark Star
- Omega Boost - Various voices
- Pirates of the Caribbean: The Legend of Jack Sparrow - Joshamee Gibbs, Black Smoke James, Gibbs, Various other roles
- Pirates of the Caribbean Online
- Pitfall: The Lost Expedition - Pitfall Harry
- Power Rangers: Super Legends: - Lord Zedd, Lunar Wolf Ranger, SPD H.Q. Security System
- Psychonauts - G-Men, Lungfish Zealot, Tiger
- Quake 4
- Quest for Glory V: Dragon Fire - Abduel, Andre, Kokeeno Pookameeso, Magnum Opus, Salim
- Ratchet & Clank: Going Commando - The Thugs-4-Less Leader
- Rogue Galaxy - Zegram Ghart, Henry, Borga, Golba
- Saints Row: The Third - Voz de Zombie
- Spawn: Armageddon - Violator
- S.T.A.L.K.E.R.: Clear Sky - Various stalker characters
- Samurai Western - Ralph Norman
- Shellshock: Nam 67 - Ramirez
- Spider-Man: Web of Shadows - Wolverine
- SOCOM 3: U.S. Navy SEALs - Mark Tepper
- SOCOM U.S. Navy SEALs: Combined Assault - Mark Tepper
- SOCOM: U.S. Navy SEALs Fireteam Bravo 2 - Mark Tepper
- Star Wars: Battlefront II - Various Rebel Soldiers
- Star Wars: Empire at War - Imperial advisor, Rebel Plex Soldier
- Star Wars: Empire at War: Forces of Corruption - Consortium advisor, Consortium Defiler, TIE Interceptor pilot
- Star Wars Jedi Knight II: Jedi Outcast - Reborn Jedi, Galak Fyyar
- Star Wars: X-Wing Alliance - Lt. Olin Garn
- Star Wars: Force Unleashed - Various Storm Troopers
- Sword of Etheria - Vitis
- The Lord of the Rings: The Battle for Middle-earth II
- The Bouncer - Kou Leifoh
- The Chronicles of Riddick: Escape from Butcher Bay - Rust
- The Dig - Dr. Ludger Brink, Cocytan leader
- The Punisher (2005 video game) - Bullseye, Matt Murdock
- Too Human - Hod
- Tom Clancy's EndWar -
- Transformers: Autobots - Create-A-Bot
- Transformers: Decepticons - Create-A-Bot
- Transformers: The Game - Trailbreaker
- Uncharted: Drake's Fortune - Descendant
- Ultimate Marvel vs. Capcom 3 - Wolverine, Taskmaster
- Vampire: The Masquerade - Bloodlines - Andrei, Courier, Sabbat
- Valorant - Brimstone
- Valkyria Chronicles - Zaka
- Xenosaga Episode III: Also sprach Zarathustra - Canaan, Professor, Sellers
- X-Men Legends - Wolverine
- X-Men Legends 2: Rise of Apocalypse - Wolverine, Omega Red
- Warhammer 40,000: Dawn of War: Winter Assault - Imperial Guard, Assassino
- Warhammer 40,000: Dawn of War 2 - Cyrus, Martellus, Techmarine
- Zatch Bell! Mamodo Fury - Shin